# Humans (sèrie de televisió)
Humans (estilitzat HUM∀NS) és una sèrie de televisió britànico-estatunidenca de ciència-ficció estrenada el juny del 2015 a Channel 4 i AMC. Escrita per l'equip britànic format per Sam Vincent i Jonathan Brackley i basada en la premiada sèrie sueca Real Humans, la sèrie explora l'impacte emocional de difuminar la línia entre els humans i les màquines. La sèrie és una producció conjunta d'AMC, Channel 4 i Kudos.

## Sinopsi
La història té lloc als afores de Londres, en un present paral·lel on el dispositiu més modern que totes les famílies ocupades tenen és un Synth, un servent artificialment intel·ligent, altament desenvolupat, d'aparença semblant a la dels humans.